# نور الدين محمد ظهوري
نور الدين محمد ظاهري (1537 م الموافق 944 هـ - 1616 م الموافق 1025 هـ) كان شاعرًا فارسيًا. يذكر الظهوري أنه وُلد في قاعين، لكن التقاليد تحدد مكان ولادته في قرية في منطقة تورشيز، وبالتالي فإن نسبته المستخدمة غالبًا هي التورشيزي. بدأ مسيرته الشعرية في يزد في بلاط غياث الدين مير ميران، حيث تعرّف على الشاعر وحشي. بعد أن أمضى عدة سنوات في شيراز سافر إلى الدكن في عام 1580 م حيث دخل في خدمة إبراهيم عادل شاه الثاني. وهناك تزوج ابنة مولانا مالك القمي. ومن أعماله المعروفة كتاب الساقي نامه. هناك مختارات من قصائده بعنوان "كليات الظهور" ، ويبدو أن أقدم نسخة منها موجودة في مجموعة مكتب الهند في المكتبة البريطانية. تشير الأختام الموجودة في هذه المخطوطة إلى أنها كانت في مكتبة شاه جهان .[بحاجة لمصدر] تُوفي في عام 1616 م بعُمر 78-79 سنة، وهو نفس العام الذي توفي فيه زميله القمي.